# Lorraine
Lorraine (tyska: Lothringen) är en före detta administrativ region i nordöstra Frankrike, med gräns mot Tyskland, Luxemburg och Belgien. Lorraine har bytt status flera gånger mellan dess skapelsedatum och 1956. Från 1956 till 2015 var regionen Lorraine en fransk administrativ region som den första januari 2016 slogs samman  med regionerna Alsace och Champagne-Ardenne för att bilda regionen Grand Est. Även om territoriet inte är fullständigt identiskt, motsvarar dagens region medeltidens landskap Lotharingia, som under historiens lopp tillhört flera olika statsbildningar. Dagens Lorraine är större än det historiska grevskapet Lothringen. Regionhuvudstad var Metz mellan 1974 och 2015.

## Geografi
Lorraine är beläget vid gränsen mot Belgien (Vallonien), Luxemburg, och Tyskland (Saarland och Rheinland-Pfalz), och mot de franska regionerna Franche-Comté, Alsace, och Champagne-Ardenne. Regionen genomflyts av bland annat Rhen, Mosel, Meurthe, och Meuse.
Den bestod tidigare av fyra departement som var Moselle med städerna Metz, Thionville och Sarreguemines, Meurthe-et-Moselle med Nancy och Lunéville, Meuse med Verdun och Bar-le-Duc samt Vosges med Epinal och Saint-Dié-des-Vosges. Den första januari 2016 slogs Lorraine samman med regionerna Alsace och Champagne-Ardenne för att bilda regionen Grand Est. 
Den moderna regionen inkluderar provinser och områden som historiskt inte tillhört grevskapet Lorraine. Dessa är:
- Barrois
- Trois-Évêchés
- Flera små områden var fortfarande en del av Tysk-romerska riket vid den franska revolutionen.

Genom närheten till Tyskland, och av historiska skäl, talas tyska dialekter i delar av Lorraine, liksom regionstypiska dialekter av romanska språk. De regionala språken är dock på tillbakagång, och de flesta har franska som modersmål.

## Historia
Dagens Lorraine är mindre än Lotharingia och större än grevskapet Lothringen; namnet kommer av Lothar II, och betyder Lothars ring, det vill säga land. Lotharingia upplevde en blomstring under 1100-talet och framåt, under kejsarna av huset Hohenstaufen, men under 1300-talet blev det en märkbar tillbakagång till följd av svåra vintrar, dåliga skördar och digerdöden. Under renässansen, då huset Habsburg regerade, ökade välståndet igen, tills trettioåriga kriget förstörde stora delar av södra Tyskland. Större delen av Elsass tillföll Frankrike vid Westfaliska freden 1648, vilket inledde en lång period då Frankrike och Tyskland stred om detta område. 
Frankrike övertog delar av området successivt. Vid franska revolutionen bildades provinsen Lorraine. Det råder oenighet om det historiska landskapet Lorraine skall sägas omfatta grevskapet, eller om den dessutöver omfattar Barrois, samt Trois-Évêchés (de tre biskopsdömena) Metz, Verdun, och Toul. Dessa ingick emellertid i den provins som bildades vid franska revolutionen: Meuse, Meurthe, Moselle och Vosges.
Efter kriget mellan Frankrike och Preussen 1871, och till slutet av första världskriget 1918, ingick delar av regionen i Tyskland som en del av riksprovinsen Elsass-Lothringen. År 1919 tillföll Lorraine Frankrike i samband med Versaillesfreden. Nuvarande region bildades under mitten av 1900-talet.

## Ekonomi
2000 producerade Lorraines ekonomi 44 miljarder euro Bruttoregionprodukt (BRP). Med 54 miljarder euro eller 2,9 procent av den franska bruttonationalprodukten 2009, behåller Lorraine inom Grand Est sin ledande position före Alsace, Bourgogne, Franche-Comté och Champagne-Ardenne. Lorraine är dock mindre närvarande inom framtidens sektorer som information och kommunikation. Lorraine placerar sig i medianposition bland de franska regionerna jämfört exempelvis med Rhône-Alpes (9,8 procent) och Provence-Alpes-Côte d'Azur (7,3 procent) som ligger betydligt högre.  
Lorraines ekonomi har traditionellt grundats på gruv- och stålindustrier och en stark representation av den offentliga sektorn, framför allt försvarsmakten.

### Gruv- och stålindustri
Lorraines järnmalmsfyndighet sträcker sig inom ett 40 km brett och 100 km långt område mellan Longwy och Nancy i Meurthe-et-Moselle. Från och med 1960-talet utsattes sektorn för en allt hårdare konkurrens. I östra Moselle levde 2/3 av befolkningen på gruv- och stålindustri. Man upphörde med järnmalm 1997. Som konsekvens av detta och den hårdare konkurrensen lades de flesta stålverk i området ned.
Lorraine har den näst största fyndigheten av stenkol i Frankrike. Den sträcker sig inom ett område i Moselle som begränsas av kommunerna Villing, Faulquemont och Stiring-Wendel.   

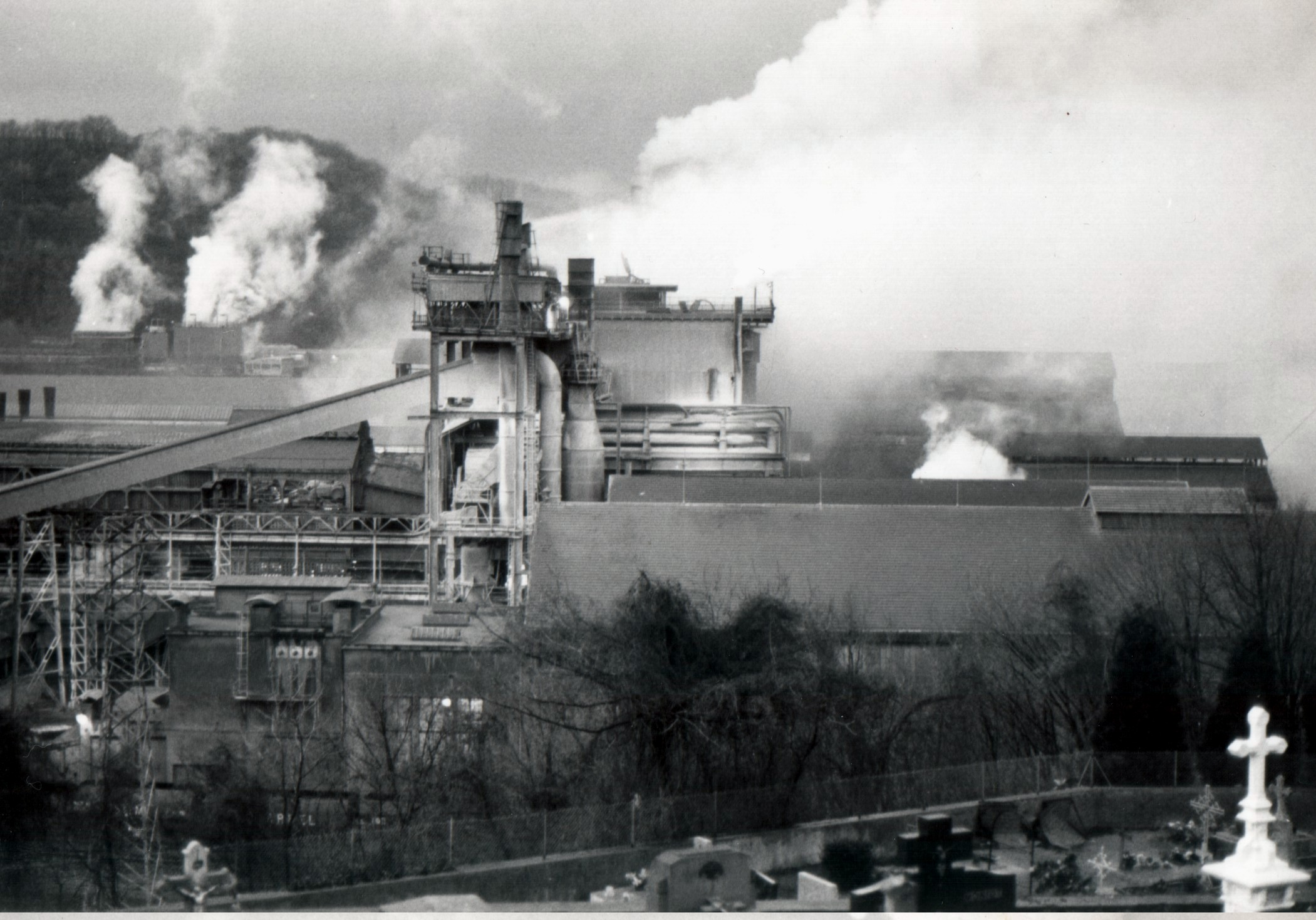
Stålverk i Réhon, i Meurthe-et-Moselle

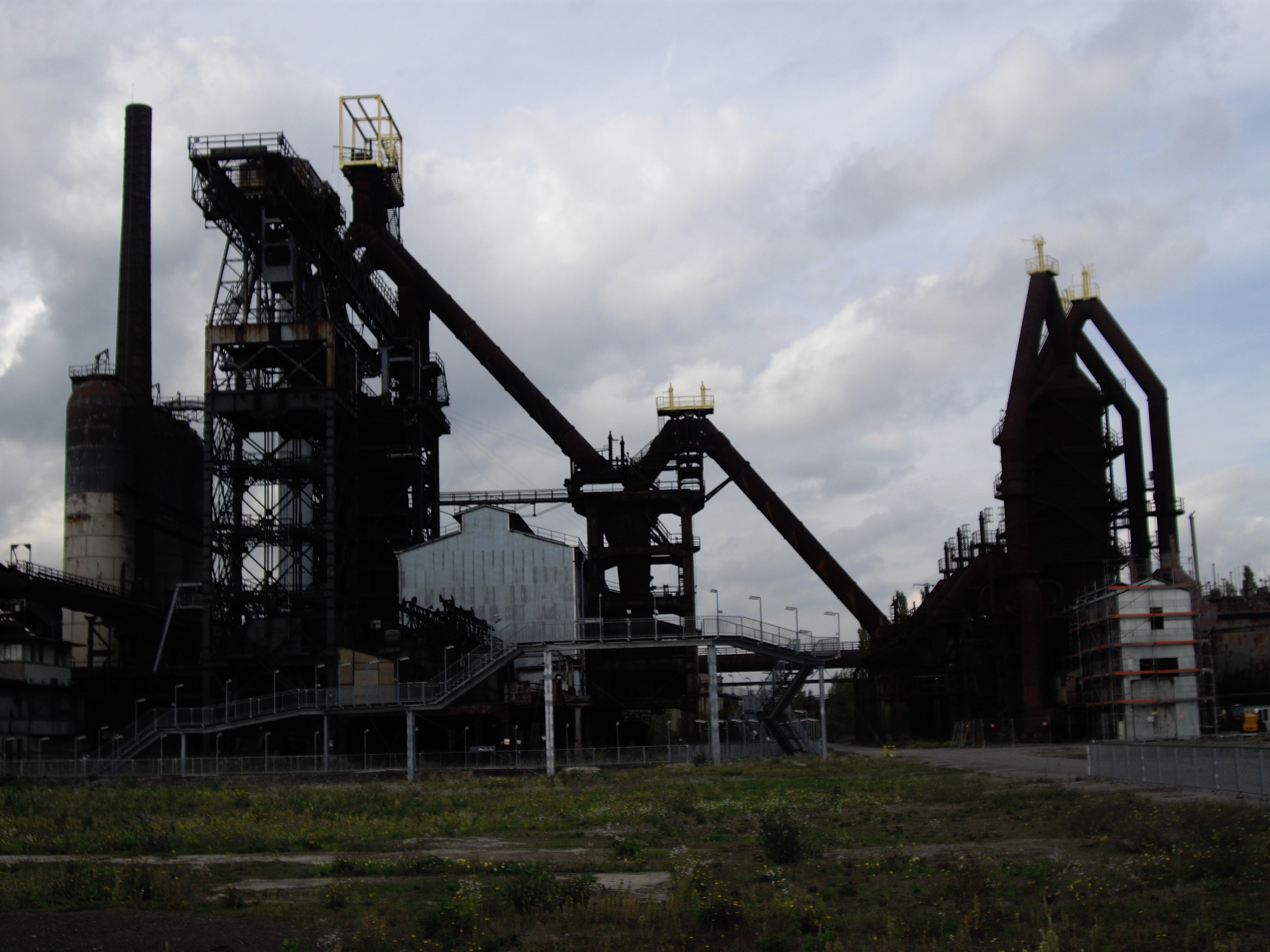
Masugn i Uckange, Moselle

Idag finns istället i regionen träindustri, bilindustri, tillverkningsindustri och plastindustri. Grand Est-administrationen främjar vetenskaplig forskning inom olika ekonomiska sektorer i Lorraine.

### Skog och skogsindustri
Lorraine har efter Champagne-Ardenne-regionen den näst största arealen skog i Frankrike med 5,3 procent av den nationella skogsytan. Skogen består av 76 procent lövskog och 24 procent barrskog. Bergsområdena domineras av barrskogar, slättlandet och kalkstensplatåerna domineras av lövskog. Skogen täcker ett område på 869 000 hektar, varav 99 procent används i skogsproduktion. Skogsmark utgör i regionen 73 procent av markytan. Den är högre än det nationella genomsnittet, vilket är 29 procent. I Vosges är 49 procent skogsmark jämfört med Moselle 29 procent. Cirka 5000 företag var sysselsatta inom skogs- och trävaruindustrin 2013.
Skogen i Vogeserna består av olika träslag. Lärk används bland annat för produktion av trähus, douglasgran för takstolar, inomhus- och utomhussnickerier. Tall används delvis som isolerande material. Skogsbruket gynnar flera arter såsom bergek, lärk, douglasgran och gran, detta bevarar den biologiska mångfalden. Skogsbruket eftersträvar att upprätthålla områden med åldrande öar med döda träd som gynnar många fåglar, fladdermöss, insekter, lavar och svampar. Anpassad förvaltning implementeras över nästan 600 hektar för att ta hänsyn till närvaron av den hotade tjädern, en representativ art för regionen. Vargen har återkommit till regionen 8 juli 2011. Lodjur återintroducerades 1983 i Lorraine.

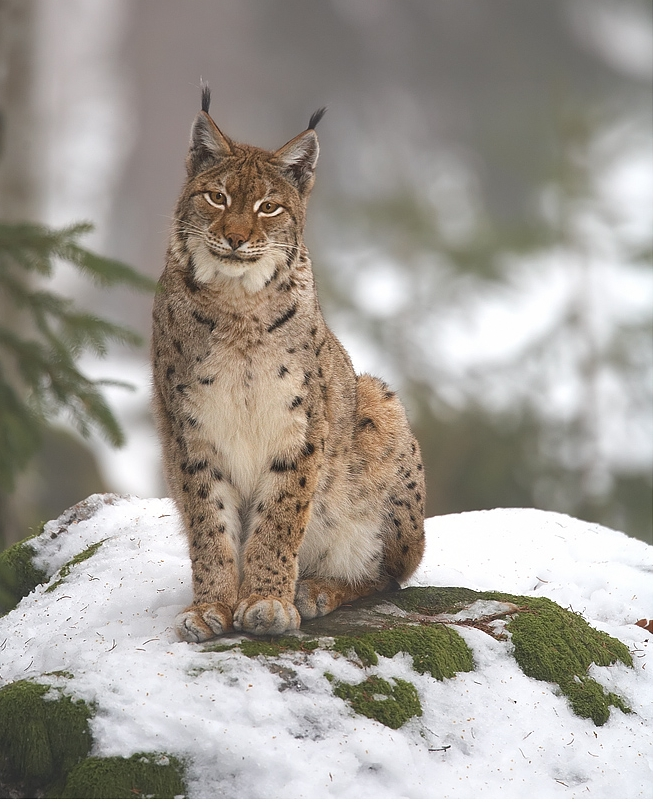
Lodjur

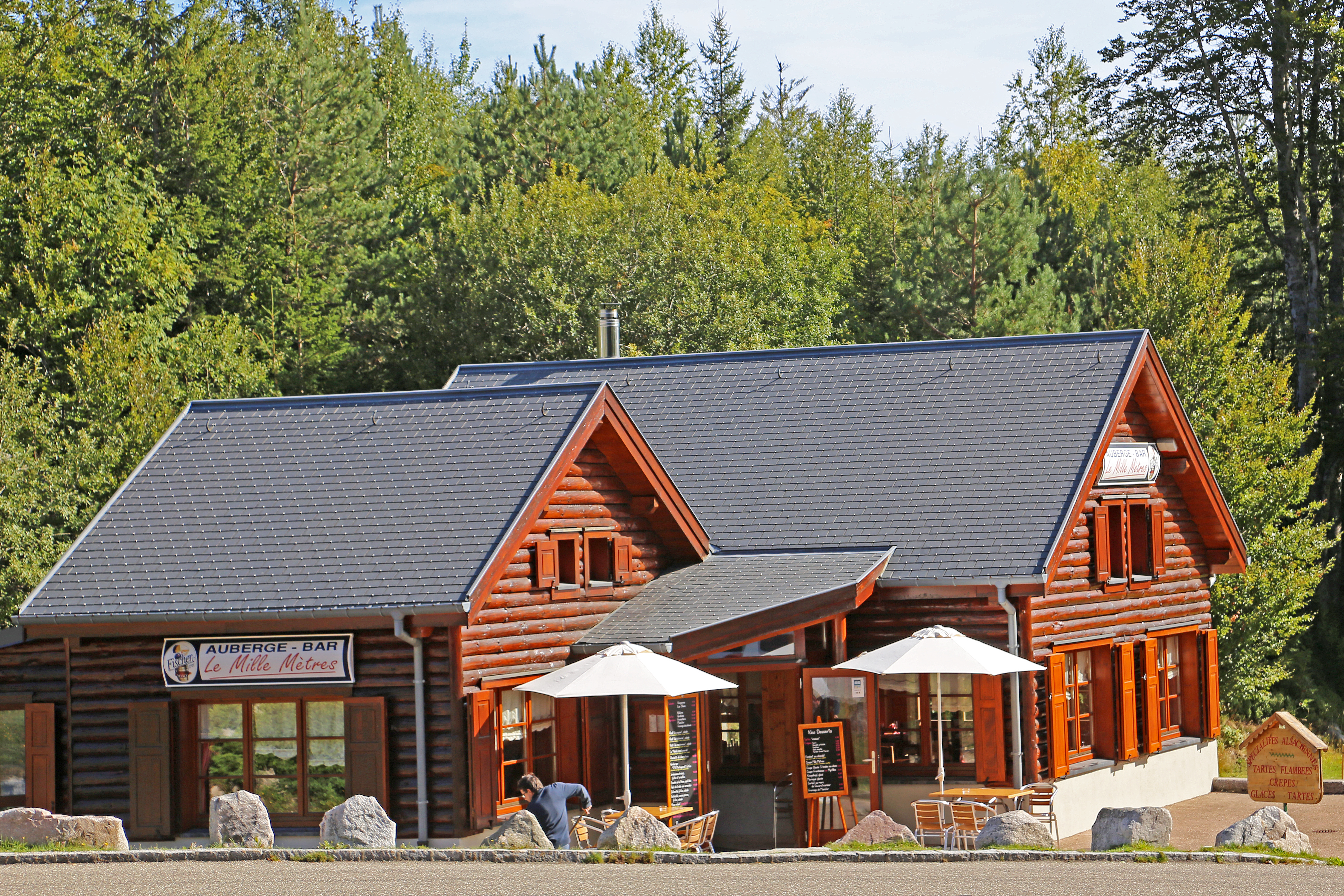
Stuga i Vosges

Vogeserna har också tvingats anpassa sig till klimatförändringar. Uppvärmning och torka leder till ökad spridning av skadedjur såsom granbarkborre som attackerar försvagade träd. Även den skadliga svamparten Hymenoscyphus fraxineus gynnas av klimatförändringarna.
Sällsynta träslag används även för att skapa musikinstrument och pilbågar i Mirecourt i Vosges.

### Vinodling och öltillverkning
Lorraine har tre vinområden där det produceras vita, röda och roséviner med beteckningarna AOC Moselle (Appellation d'origine contrôlée), AOC Côtes de Toul och IGP ((Indication Géographique Protégée) Côtes de Meuse. 
Ett välkänt ölbryggeri finns i Champigneulles.

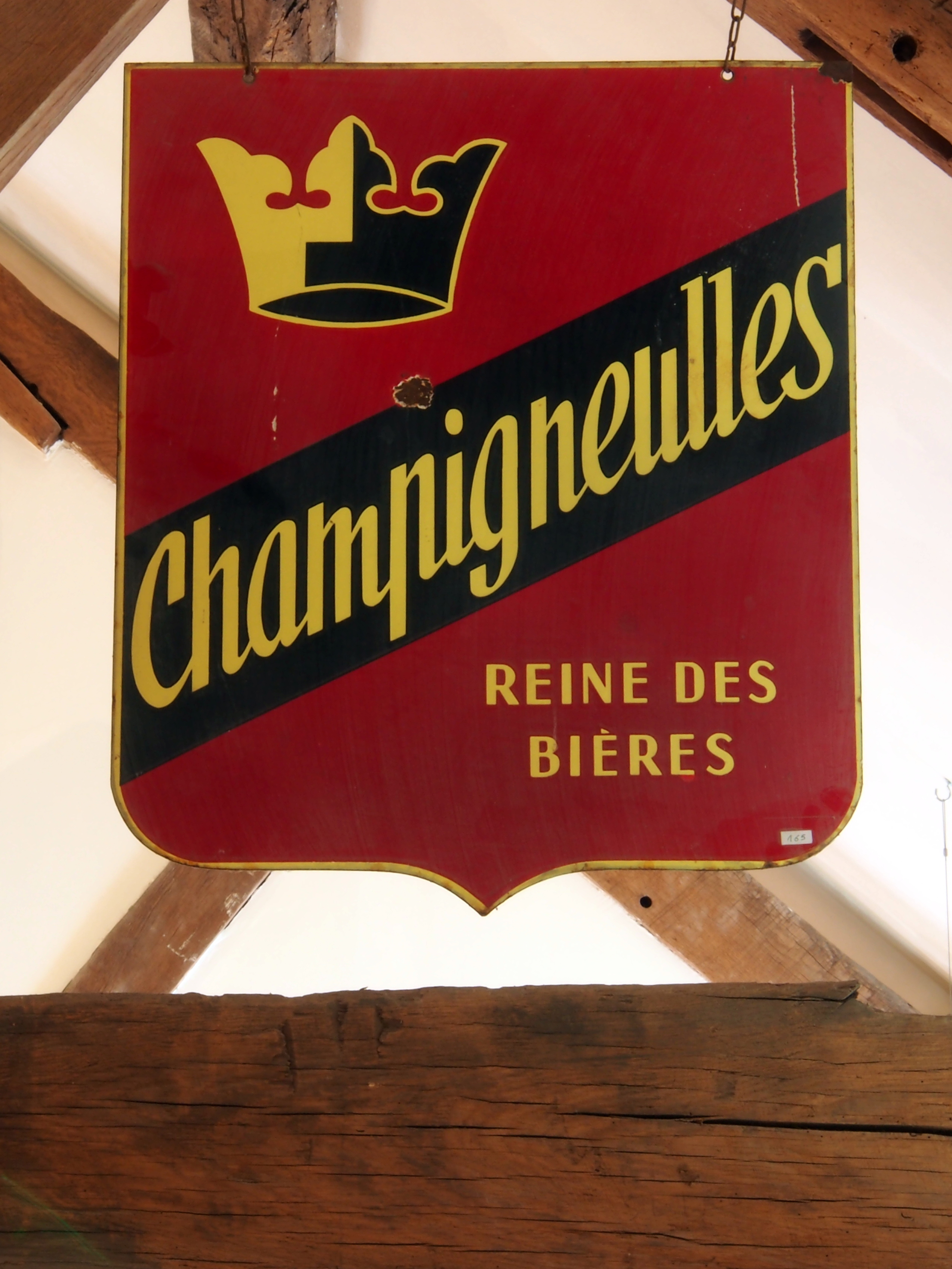
Champagneulles öl

### Glasindustrin
Glasindustrin är välkänd i Bitscherland i Moselle, som till exempel i Meisenthal, Saint-Louis-lès-Bitche  och Baccarat, Meurthe-et-Moselle. 

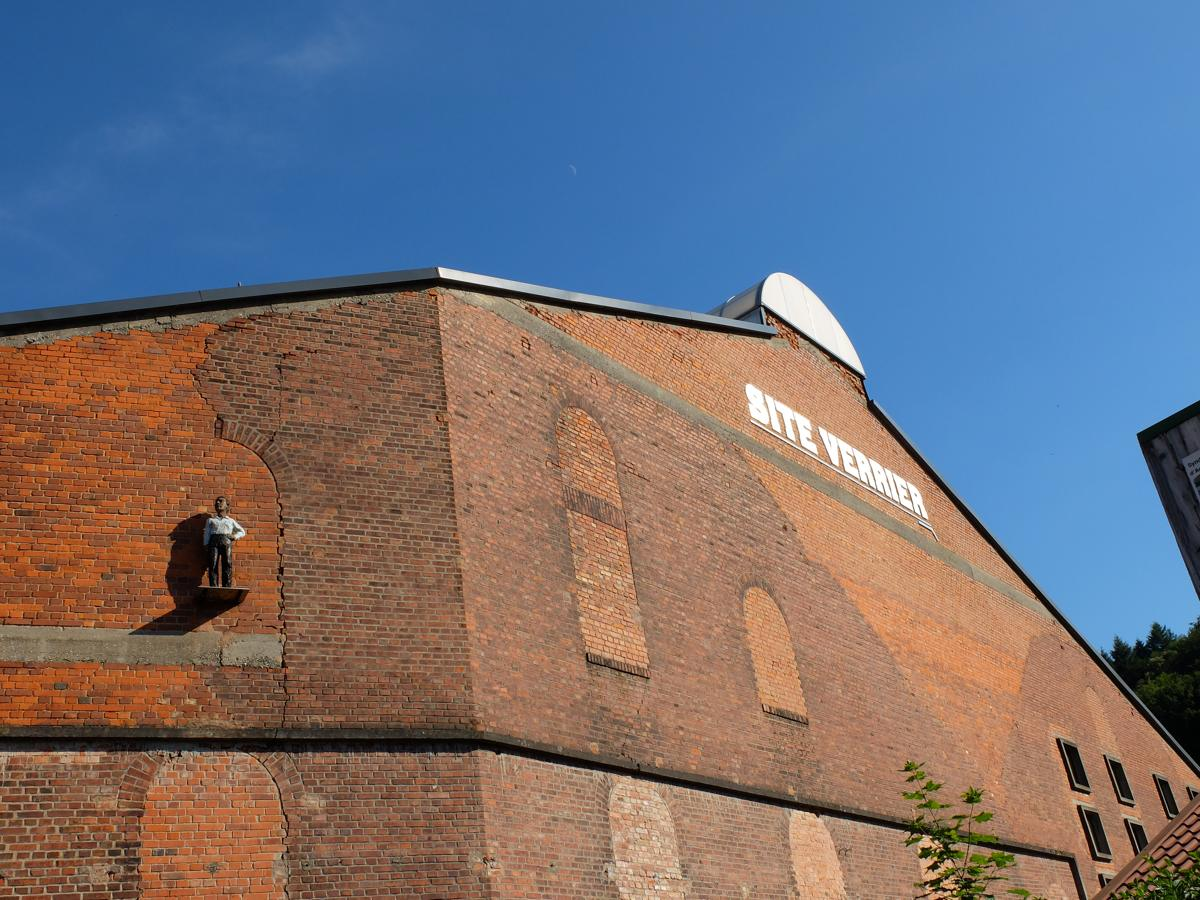
Meisenthal glasbruk

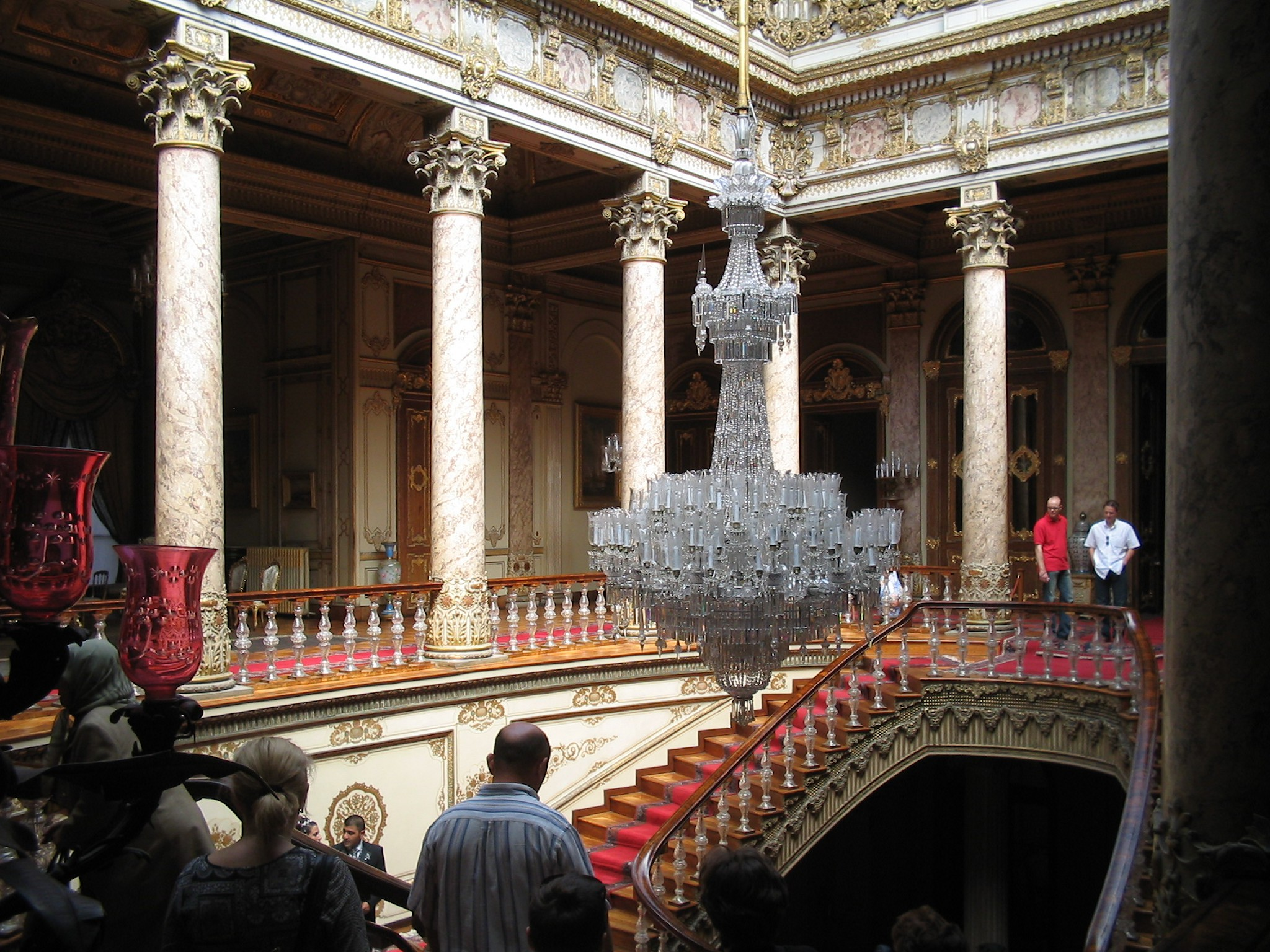
kristallkrona från Baccarat i Dolmabahcepalatset i Istanbul

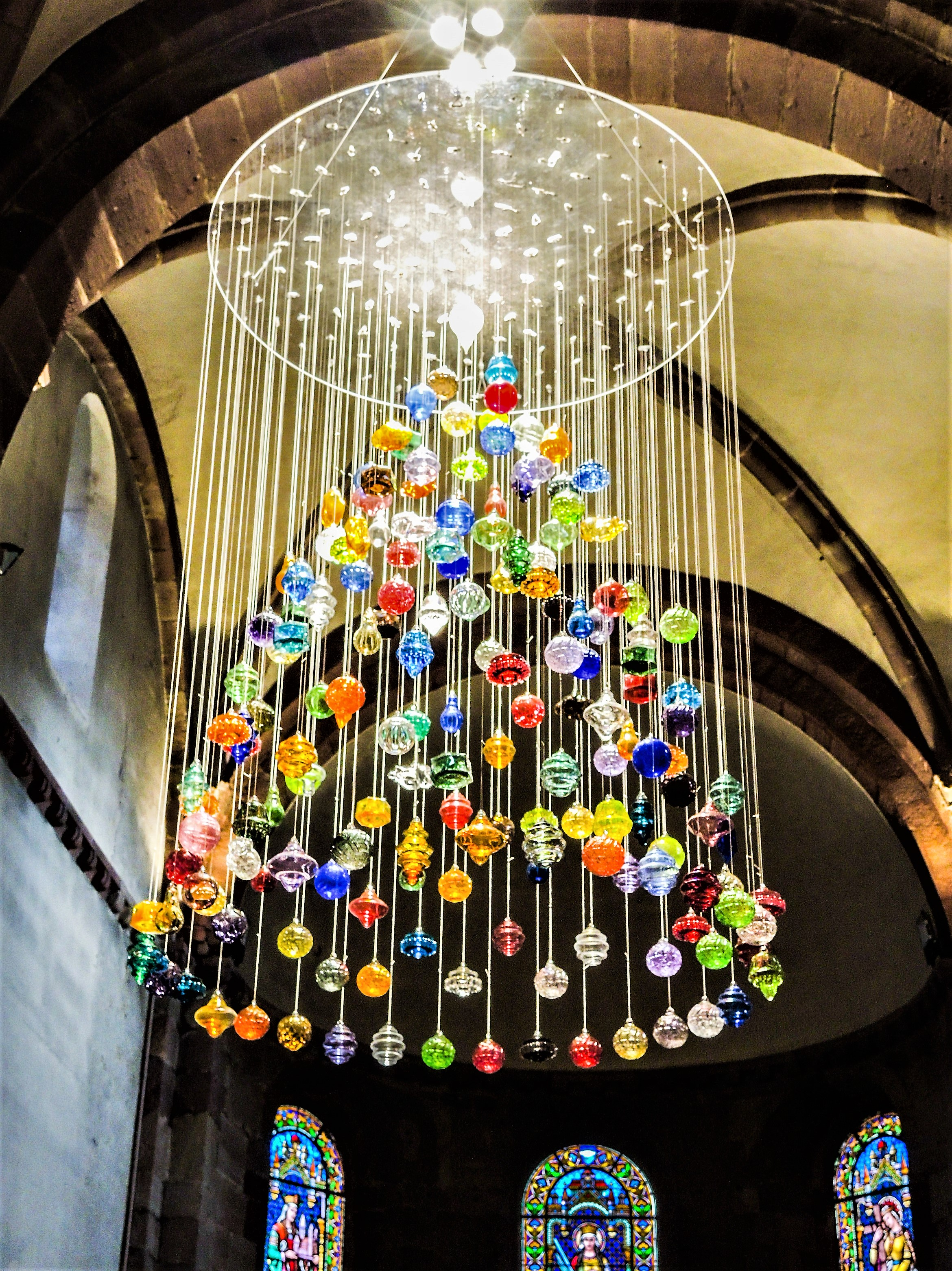
Kristallkrona från Meisenthal i en kyrka i Sainte-Foy

### Turism
Turismen är en betydande sektor med ett stort antal turister från grannländerna Tyskland, Belgien, Luxemburg och Schweiz. Vissa har fritidsboende i regionen. Bergsjöar och skogklädda backar i Vosgesmassivet (på svenska Vogeserna) möjliggör friluftsaktiviteter både sommar och vinter, såsom vandring, klättring och skidåkning. Populära skidorter i Vosges är La Bresse, Ventron, och Xonrupt-Longemer. Under senare tid har ekoturism utvecklats i västra Vosges där slätterna dominerar, som till exempel i Darney-skogen och i Vallée de l'Ourche. 

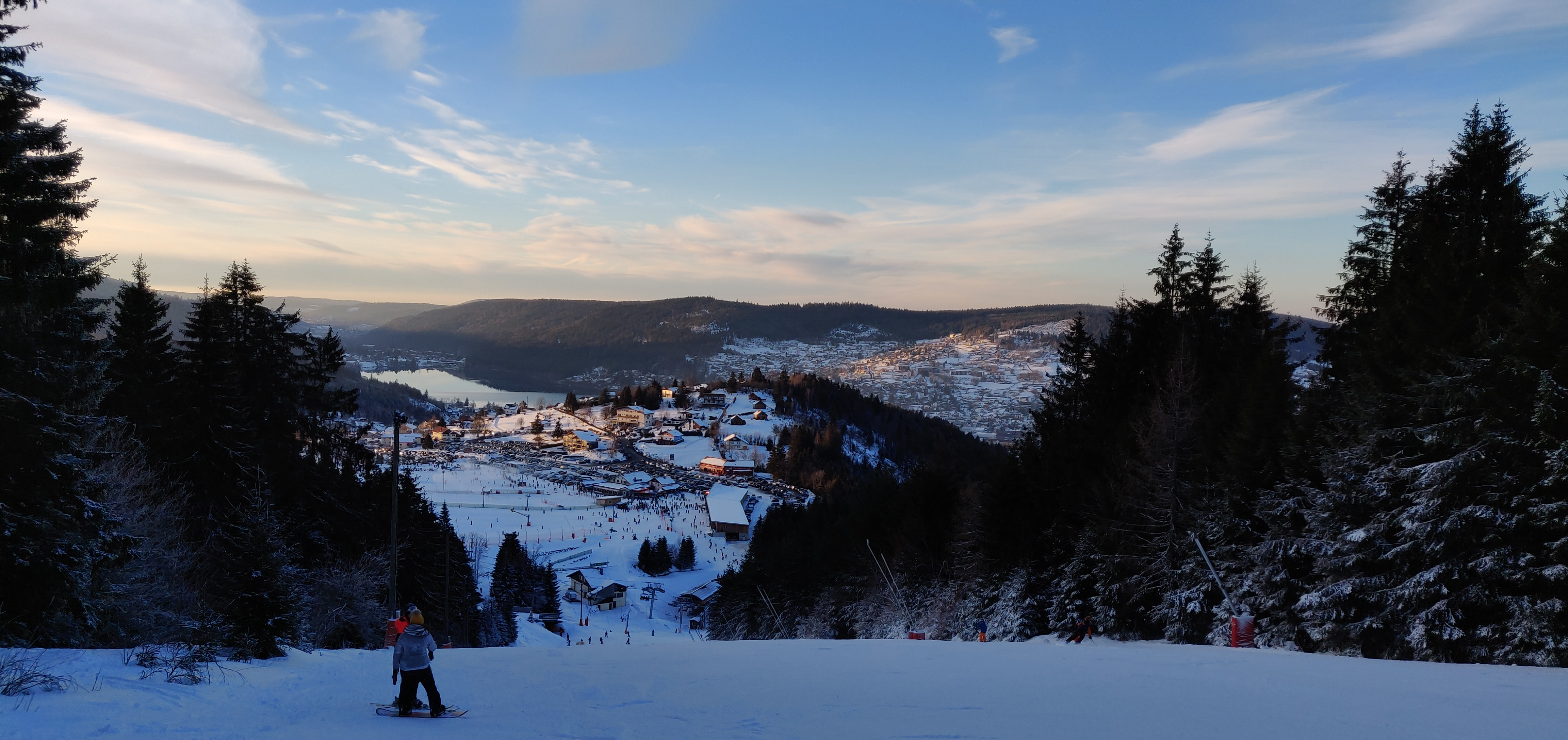
Utsikt över Gérardmer

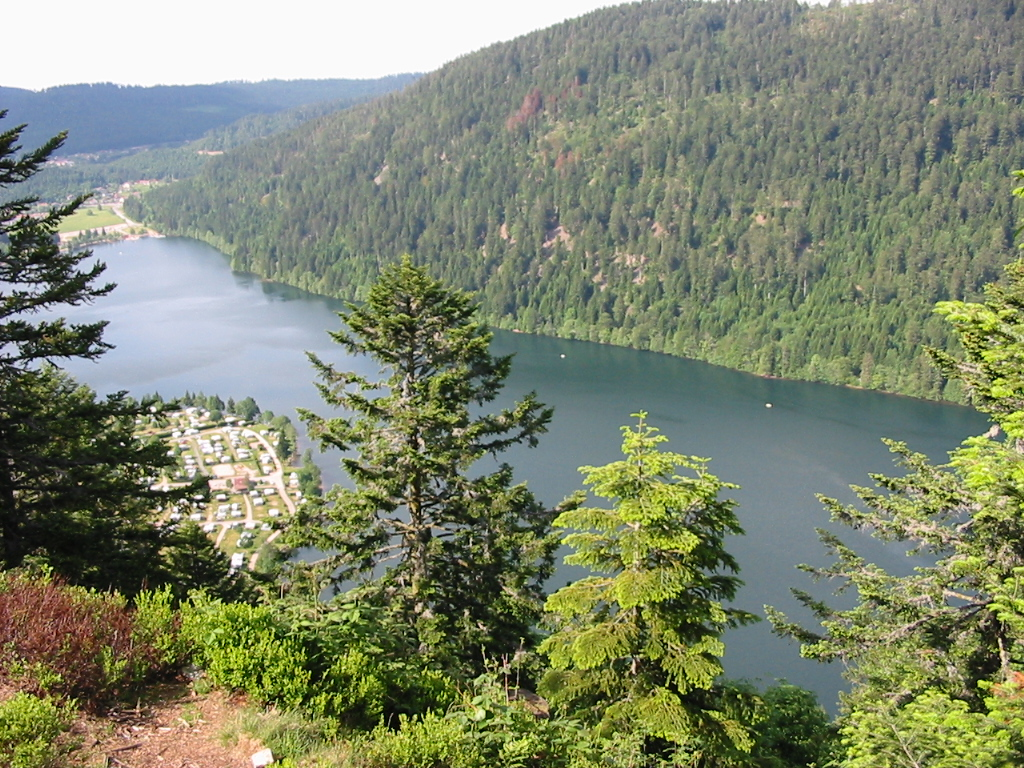
Sjön Longemer i Vosges

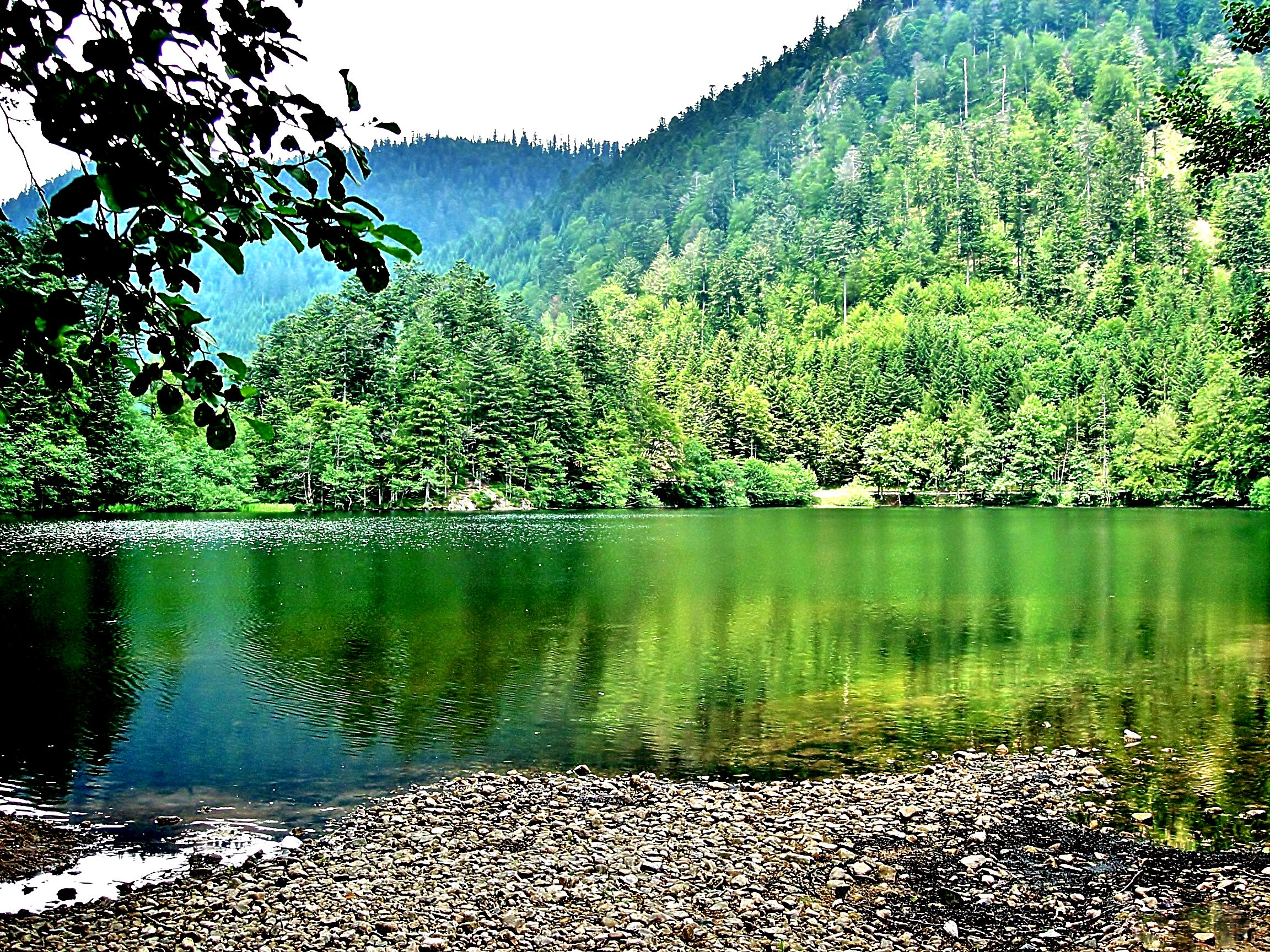
Sjön Retournemer i Vosges

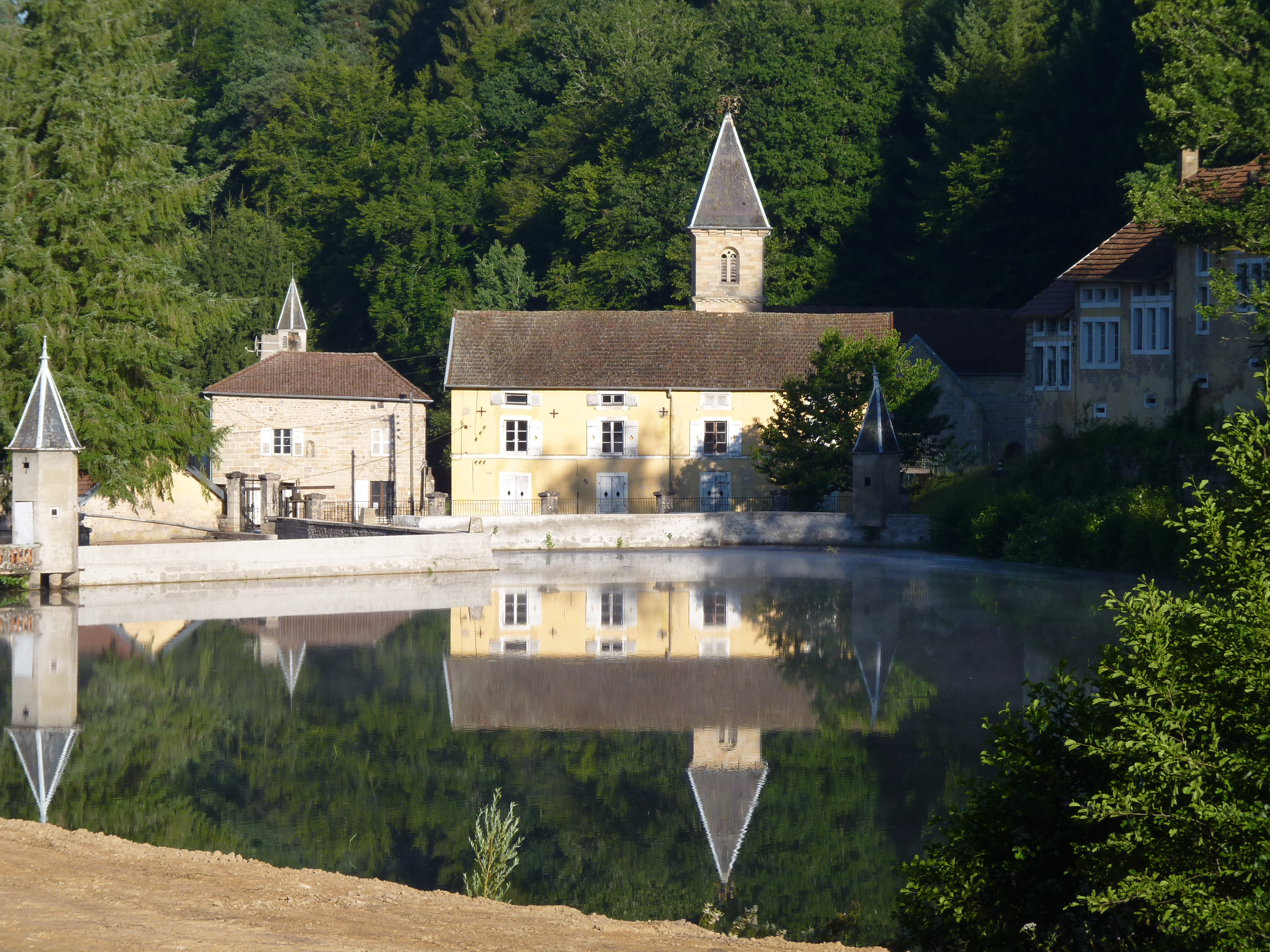
Ourche-dalen i sydvästra Vosges

### Termalbadets historia
Den tidigaste användningen av varmvatten för medicinska ändamål är från omkring 3000 f.Kr. Historien om termalbad börjar i antiken med grekerna. De introducerade allmänna bad för befolkningen, som även hade en social funktion. Gallerna, romarna och egyptierna var också användare av termalbad som ett alternativt läkemedel. I och med romerska ockupationen byggdes termalbad i hela romarriket. År 1604 skapades i Frankrike den första stadgan om mineralvatten under ledning av Henrik IV. I slutet av 1700-talet blev anlagda termalbad allt större och skyddades ofta med paviljonger. Centrum och förebild var Bath i England, besökt av aristokratin från hela Europa. I Frankrike spelade Napoleon III och hans familjs smak för kurorterna en avgörande roll i utvecklingen av hydroterapi efter 1850. Toppen av denna renässans nåddes i Vichy mot slutet av seklet med slutförandet av projekt av arkitekten Charles Lecoeur.

### Kurorter
De flesta kurorter i Lorraine ligger i sydvästra Vosges, i Vittel, Contrexéville , Plombières-les-Bains och Bains-les-Bains. Där produceras även mineralvatten för konsumtion. 

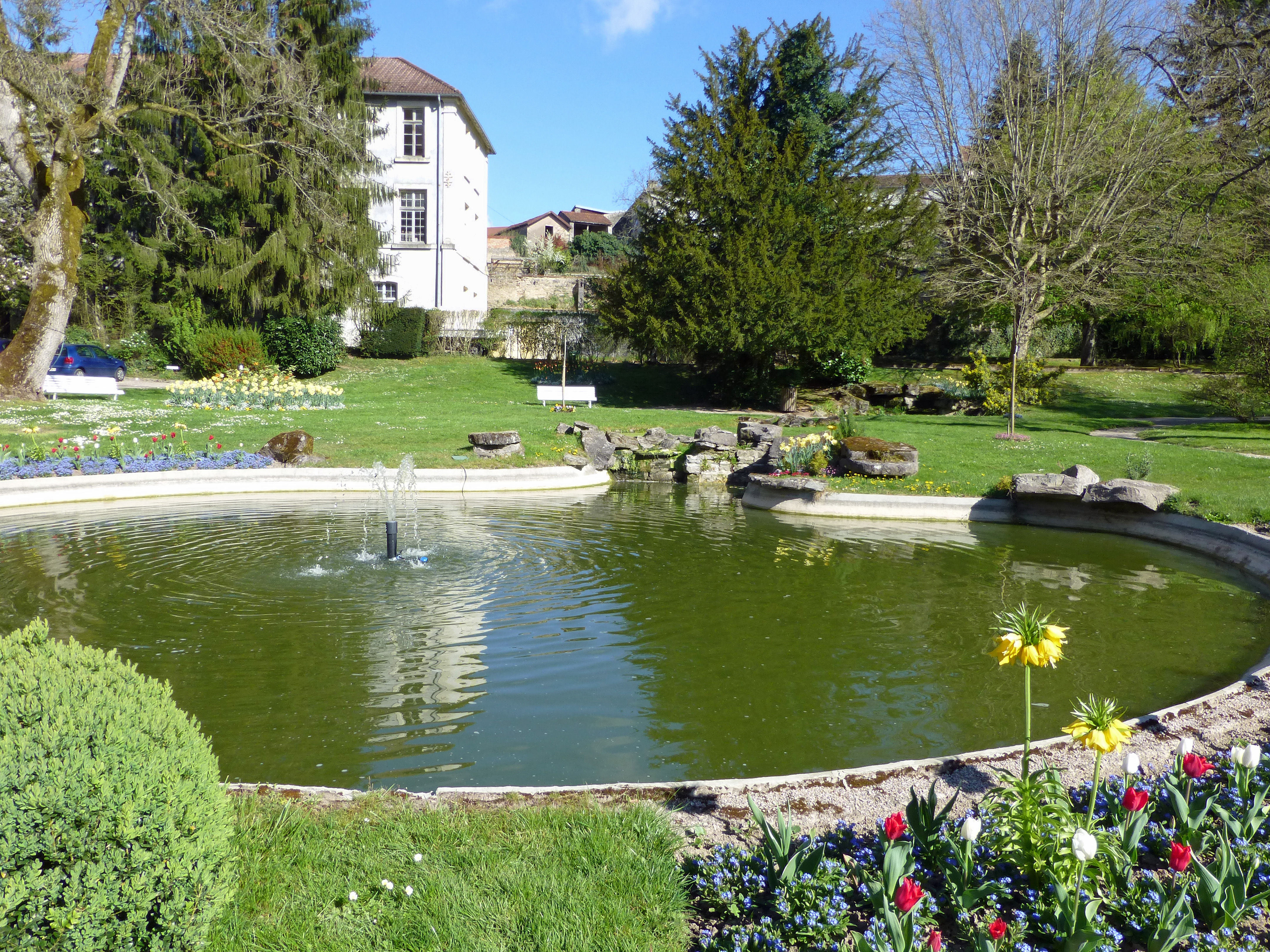
Bains-les-Bains kurort i Vosges